# La Gonfle
La Gonfle est une farce paysanne en trois actes de Roger Martin du Gard. Commencée en juillet 1922, achevée en mars 1924 et dédiée à Marcel de Coppet, elle est publiée en juillet 1928.

## Personnages
- Andoche, valet de ferme et sacristain,
- Monsieur Gustave, vétérinaire,
- La Bique, vieille fermière,
- La Nioule, très jeune servante.

### Édition moderne
- Roger Martin du Gard, Œuvres complètes : Volume II, Paris, NRF / Gallimard, coll. « Bibliothèque de la Pléiade » (no 114), 1995 (1re éd. 1955), 1434 p. (ISBN 2-07-010344-7), p. 1165-1237